# Katherine Bates
Katherine Bates, née le 18 mai 1982 à Sydney, est une ancienne coureuse cycliste australienne. Professionnelle de 2002 à 2011, elle court sur route et sur piste.
En 2007, elle est devenue championne du monde de la course aux points à Majorque.
Sa sœur Natalie est également cycliste professionnelle.

## Palmarès sur piste

### Championnats du monde
- Anvers 2001
  -  Médaillée d'argent à la course aux points
- Copenhague 2002
  -  Médaillée de bronze en poursuite individuelle
- Los Angeles 2005
  -  Médaillée d'argent en poursuite individuelle
  -  Médaillée d'argent en scratch
  -  Médaillée de bronze à la course aux points
- Majorque 2007
  -  Championne du monde de la course aux points
- Apeldoorn 2011
  -  Médaillée d'argent en scratch
  - 4e de la poursuite par équipes

### Coupe du monde
- 2001
  - Classement général de la poursuite
    - 2e de la poursuite à Szczecin
    - 3e de la poursuite à Ipoh

  - 2e de la course aux points à Cali
  - 3e de la course aux points à Szczecin
- 2002
  - 3e de la poursuite à Moscou
  - 3e de la course aux points à Moscou
- 2003
  - 1re de la poursuite à Moscou
- 2004
  - 1re de la poursuite à Manchester
  - 1re de la course aux points à Manchester
- 2004-2005
  - Classement général du scratch
    - 1re du scratch à Manchester
    - 2e du scratch à Sydney

  - 1re de la poursuite à Manchester
  - 1re de la course aux points à Manchester
- 2005-2006
  - 1re de la poursuite à Manchester
  - 2e du scratch à Manchester
- 2006-2007
  - 1re de la course aux points à Sydney
- 2007-2008
  - 3e de la course aux points à Pékin
- 2010-2011
  - 1re de la poursuite par équipes à Melbourne (avec Josephine Tomic et Sarah Kent)

### Jeux du Commonwealth
- 2002
  -  Médaillée d'or à la course aux points
  -  Médaillée d'argent en poursuite individuelle
- 2006
  -  Médaillée d'or à la course aux points
  -  Médaillée d'argent en poursuite individuelle

### Championnats d'Océanie
- Adélaïde 2010
  -  Championne d'Océanie du scratch
  -  Championne d'Océanie de poursuite par équipes (avec Sarah Kent et Josephine Tomic)

### Championnats d'Australie
- 2005 :  Championne en poursuite individuelle
- 2005 :  Championne à la course aux points
- 2005 :  Championne en scratch
- 2006 :  Championne en scratch
- 2006 :  Championne à la course aux points
- 2006 : 2e en poursuite individuelle

## Palmarès sur route
- 2003
  - Classement final du Geelong Tour
- 2004
  - 2e étape du Tour de Castille-et-Leon
- 2006
  -  Championne d'Australie sur route
  - 3e étape du Tour du Grand Montréal
  - 4e étape de l'Euregio Ladies Tour
  - 5e étape de la Bay Classic
- 2007
  - 1re, 5e et classement final de la Bay Classic
- 2008
  - 4e étape de la Bay Classic

## Distinctions
- Cycliste sur piste australienne de l'année en 2001[1]
- Cycliste sur route junior australienne de l'année en 2000[1]
- Temple de la renommée du cyclisme en Australie